# Neidalia dognini
Neidalia dognini är en fjärilsart som beskrevs av Rothschild 1909. Neidalia dognini ingår i släktet Neidalia och familjen björnspinnare. Inga underarter finns listade i Catalogue of Life.